# Wendes artilleriregemente
Wendes artilleriregemente (A 3) var ett artilleriförband inom svenska armén som verkade i olika former åren 1794–2000. Förbandsledningen var från 1994 förlagd i Hässleholms garnison i Hässleholm.

## Historia

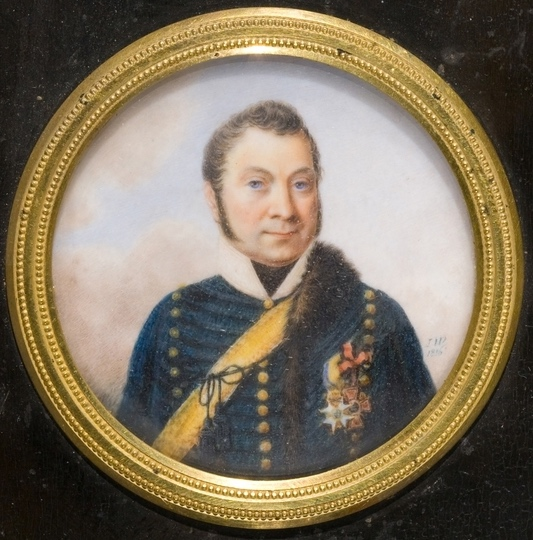
Löjtnant Carl Gustaf Flodin bärandes regementets uniform m/1815 för det ridande batteriet. På bröstet bär han riddartecknet för Svärdsorden samt ryska Sankt Vladimirs orden. Porträtt från 1816 av Johan Way.

### Bildandet
Wendes artilleriregemente organiserades 1794 när Artilleriregementet delades upp i fyra regementen, och var då förlagt till Stralsund i norra Tyskland. Regementet bestod av åtta kompanier och ett ridande batteri. Regementet utökades 1809 med tre kompanier från det upplösta Finska artilleriregementet. År 1815 överfördes Wendes återstående delar i Pommern till Kristianstad.

### Rangordningen
Den rangordning som fastställdes första gången mellan regementena i 1634 års regeringsform, började med freden i Fredrikshamn den 17 september 1809 att halta och skapa luckor, då Finland tillföll Ryssland och de svenska regementen i Finland upplöstes. Därmed fanns det ett behov med att skapa ett nytt system. Under kronprins Karl Johans tid infördes 1816 ett nytt numreringssystem, där de svenska regementena genom en generalorder den 26 mars 1816 tillfördes ett officiellt ordningsnummer. Dock infördes det nya numreringssystem endast vid infanteriet och kavalleriet, först 1830 infördes numreringssystem även vid artilleriet. Där Wendes artilleristerna blev № 3 Wendes artilleriregemente. Till grund för numreringen låg inte bara ett regementes status, utan också de svenska landskapens inbördes ordning, samt att Svealand, Götaland och Norrland skulle varvas. De lägsta ordningsnumren tilldelades "liv- och hus- trupperna". Dessa nummer hade dock ingenting med rangordningen att göra, vilket bland annat framgår av gamla förteckningar där infanteri- och kavalleriförband är blandade just med hänsyn till rang och värdighet.

### 1830 års organisation
Den 1 juli 1830 infördes även en ny organisation inom artilleriet, där Svea artilleriregemente organiserades på fyra ridande batteriet om åtta kanoner, jämte två depåbatterier. Genom 1872 års organisation utökades regementet med fyra åkande batterier förlagda i Landskrona och sex ridande i Kristianstad, alla om sex kanoner. Genom 1892 års härordning fick regementet avdela ett batteri vardera till de nybildade Andra Svea artilleriregemente och Andra Göta artilleriregemente, därefter utgjordes Wendes artilleriregemente av sex åkande och två ridande batterier. Genom 1901 års härordning ökades det till 14 batterier, av vilka var tre ridande, alla om fyra kanoner. År 1919 avdelades ett ridande batteri till Norrlands artilleriregemente som bergsbatteri.

### Ordningsnumret
I samband med 1914 års härordning justerades 1914 samtliga ordningsnummer inom armén. För Wendes artilleriregemente innebar det att regementet blev tilldelad beteckningen A 3. Justeringen av beteckningen gjordes för att särskilja regementen och kårer mellan truppslagen. Det med bakgrund till att namn och nummer som till exempel № 3 Livregementets grenadjärkår och № 3 Livregementets husarkår kunde förefalla egendomliga för den som inte kände till att förbanden ifråga tillhörde skilda truppslag.
Runt 1914 var Wendes artilleriregemente troligen världens största artilleriregemente, med 14 batterier om vardera fyra pjäser. Den 31 december 1927 upplöstes och utgick regementets ridande division samt musikkår. Den 23 februari 1943 var hela regementet motoriserat och den 11 juni 1954 avfördes den sista hästen från regementet.

### Flytten till Norra Åsum
Genom försvarsbeslutet 1936 beslutades att uppföra ett nytt kasernetablissement i Norra Åsum söder om Kristianstad. Den 1 juli 1946 överfördes 1:a, 2:a och 3:e artilleridivisionerna vid regementet till Norra Åsum. Den 6 september 1953 var hela regementet på plats i Norra Åsum.

### 1974 års regeringsform
I samband med att 1974 års regeringsform trädde i kraft den 1 januari 1975, ändrades namnet från Kungliga Wendes artilleriregemente till enbart Wendes artilleriregemente. Samtidigt fråntogs Konungen den formella rollen som högste befälhavare för krigsmakten, vilket även kom att gälla rollen som förbandschef över gardesförbanden.

### OLLI-reformen
I samband med OLLI-reformen, vilken genomfördes inom försvaret åren 1973–1975, bildades A-förband samt B-förband. A-förbanden var regementen som tillfördes ansvaret för ett försvarsområde och med det blev ett försvarsområdesregemente. Försvarsområdesregementet tillfördes samtidigt mobiliserings- och materialansvaret inom försvarsområdet. Detta medförde att Wendes artilleriregemente som ingick i Kristianstads försvarsområde (Fo 14) kom att bli ett B-förband (utbildningsregemente), medan Norra skånska regementet (P 6) sammanslogs den 1 juli 1975 med Kristianstads försvarsområde (Fo 14) och bildade ett A-förband.

### Regionalpolitik
Inför både försvarsbeslutet 1977 och försvarsbeslutet 1982 undantogs Wendes artilleriregemente för utredning av Försvarets rationaliseringsinstitut. Vid 1977 års försvarsbeslut ansågs det att Wendes artilleriregemente var hårt knuten till sitt militärområde på grund av sina utbildningsuppgifter. Istället ansåg Försvarets rationaliseringsinstitut att Smålands artilleriregemente (A 6) med Artilleriets kadett- och aspirantskola (ArtKAS) samt miloverkstaden i Jönköping skulle avvecklas. Detta skulle då medföra att grundutbildningskontingenten vid A 6 skulle kunna fördelas på Wendes artilleriregemente (A 3), Bergslagens artilleriregemente (A 9), Norrlands artilleriregemente (A 4) och Bodens artilleriregemente (A 8). Värnpliktsstyrkan vid A 3, A 4 och A 9 skulle då bli tillräckligt stor för att medge grundutbildning av en fältstark bataljon. Dock ansåg överbefälhavaren och chefen för armén att inget artilleriregemente skulle avvecklas. Istället föreslog chefen för armén en utvidgning av skjulfältet för Wendes artilleriregemente. Inför 1982 års försvarsbeslut undantogs Bodens artilleriregemente, Gotlands artilleriregemente, Norrlands artilleriregemente, Wendes artilleriregemente samt Bergslagens artilleriregemente från granskning gällande att finna en kostnadsreducering inom artilleriet. Bakgrunden till att Wendes artilleriregemente undantogs, ansågs vara behovet att pansarartilleriutbildningen kvarstod i Skåne.

### Flytten till Hässleholm
Inför försvarsbeslutet 1992 föreslogs i regeringens proposition 1991/92:102 att Norra Skånska regementet skulle avvecklas. Vid en avveckling av Norra Skånska regementet skulle Wendes artilleriregemente bli ensamt kvar och utgöra en solitär i Kristianstad. Och för att nå en rationaliserad produktionen av artilleriförband mot krigsorganisationens behov, ansåg både regeringen och överbefälhavaren att Wendes artilleriregemente skulle omlokaliseras till Hässleholms garnison och där samlokaliseras med Skånska dragonregementet (P 2). Omlokaliseringen och avvecklingen av kasernetablissement i Kristianstad skulle vara genomförd senast 30 juni 1994.

### Försvarsbesluten
Inför försvarsbeslutet 2000 föreslog regeringen i sin proposition 1999/2000:30 att Wendes artilleriregemente skulle avvecklas. Dock ansågs regementet ha en god kompetens gällande utbildning av artilleriförband för den mekaniserade striden. Regeringen bedömde även att regementet hade en god infrastruktur, men att det dock låg på ett betydande avstånd från Älvdalens skjutfält. Ett skjutfält som regeringen då ansåg skulle få särskild betydelse för framtidens artillerifunktionen. Då regeringen i samma proposition föreslog en avveckling av Skånska dragonregementet (P 2), utgick samtidigt möjligheterna till garnisonssamordning i Hässleholm, samtidigt som regeringen bedömde att A 3 inte kunde utgöra huvudenhet för artillerifunktionen. Den 30 juni 2000 upplöstes och avvecklades regementet. Från den 1 juli 2000 övergick verksamheten till en avvecklingsorganisation, fram till att avvecklingen skulle vara slutförd senast den 31 december 2001. Avvecklingsorganisationen upplöstes i sin tur den 30 juni 2001, då avvecklingen av förbandet var slutförd.

## Förläggningar och övningsplatser

### Förläggning
När Wendes artilleriregemente bildades 1794 förlades huvuddelen av regementet till Norra kasernen på Norra Kaserngatan i Kristianstad. Den 23 december 1814 förlades även delar till Södra kasernen på Västra Storgatan. Den 9 november 1841 förlades delar av regementet till Kronhuset på Östra Storgatan. Den 4 oktober 1897 förlades delar av regementet till den nya södra kasernen på Södra Kaserngatan. Mellan 1794 och 1879 var del av regementet även förlagt till Adolf Fredriks kasern på Slottsgatan i Landskrona under olika perioder. Den 6 september 1906 förlades delar av regementet återigen till Kronhuset på Östra Storgatan.
Den 1 juli 1946 påbörjades flytten till Norra Åsum. Kasernområdet i Norra Åsum skiljer sig åt jämfört med de tre äldre kasernetablissementen i Kristianstad, då det uppfördes efter 1940 års militära byggnadsutrednings typritningar, vilka ej byggde på en sammanhållen bebyggelse för att bilda en kaserngård. Istället uppfördes kasernetablissementet utspridd utan någon synbar plan, i syfte att det från luften inte skulle skilja sig från civil bebyggelse. De första värnpliktiga förlades till Norra Åsum den 1 juli 1946. År 1947 lämnade de sista värnpliktiga Östra kasern. År 1953 stod kasernetablissementet helt färdigt, då även regementsstaben flyttade in den 6 september.
Kasernetablissementet i Norra Åsum lämnades den 30 juni 1994 och regementet omlokaliserades till Hässleholm. I Hässleholm övertogs kasernerna från det avvecklade Skånska trängbataljonen (T 4). Kasernetablissementet i Norra Åsum såldes 1995 till Kristianstads kommun, som öppnade gymnasieprogram från Allöskolan och Milnerskolan.

### Övningsplatser
Regementet övade från 1794 på Beckhovet, från 1795 på Näsby fält och från 1900 på Rinkaby.
- Rinkaby skjutfält (norr om Åhus)
- Skillingaryds skjutfält
- Hovdala skjutfält (tillsammans med Norra Skånska dragonregementet (P 2))

## Heraldik och traditioner

### Namnet Wendes
Namnet härstammar från ett folkslag som bebodde de delar i norra Tyskland som senare benämns Pommern, och som tillföll Sverige vid Westfaliska freden 1648. Detta folkslag kallades för vender och landet kallades för Vendland eller Venden. Regementets vapensköld pryds av en lindorm.

### Hedersstandar
Kungl Wendes artilleriregementes ridande division tilldelades 1815 ett hedersstandar av Karl XIII för sina insatser under Napoleonkrigen i vilka de deltog med stor framgång på de allierades sida mot Napoleon I. Regementet leddes av överste Carl von Cardell och var en del av den allierade Nordarmén, som stod under befäl av den svenska kronprinsen Karl Johan (senare Karl XIV Johan). Standaret har regementets tre segernamn inbroderade i guld. Då regementet lades ner år 2000, förs numera detta standar av Artilleriregementet (A 9). Vilka även för regementet minne och traditioner vidare, vilket bland annat återspeglades under åren 2000–2005, då en av Artilleriregementets bataljoner hette Wendes artilleribataljon.

### Kamratförening
Vid Wendes artilleriregemente bildades 1935 kamratföreningen Wendistföreningen, vilken är en ideell förening och öppen för alla för att vidmakthålla och utveckla samhörigheten mellan människor med anknytning till förbandet och byggden, vidare vårdar föreningen förbandets minne och traditioner.

### Utmärkelsetecken
I samband med att regementet skulle upplösas och avvecklas, instiftades 2000 Wendes artilleriregementes minnesmedalj i silver (WendARMSM).

## Material vid förbandet
| Pjäser - Haubits m/40 (1942–????) - Haubits m/39 B (1945–1991) - Haubits F (1974–????) - Haubits 77A (1985–2000) | Fordon - Terrängbil 11 (1975–2000) - Terrängbil 13 (1975–2000) - Terrängbil 30 (1975–2000) - Terrängbil 40 (1975–2000) | Stridsfordon - Stripbv 3021 (1970–????) - Epbv 3022 (1970–????) - Strf 90 (1992–2000) |

## Förbandschefer
- 1794–1797: Carl Christopher Gyllenstierna
- 1797–1804: Carl Armfelt
- 1804–1807: Johan Norby
- 1807–1821: Carl Friedrich von Cardell
- 1821–1822: Carl Arvid Hägerflycht
- 1822–1845: Axel von Arbin
- 1845–1860: David Wilhelm Silfverstolpe
- 1860–1866: Alarik Wachtmeister
- 1866–1871: Carl Magnus Skytte
- 1871–1882: Gustaf von Arbin
- 1882–1883: Helge Edvard Reinhold Rehbinder
- 1883–1891: Axel Ankarcrona
- 1891–1895: Carl Anders Francke
- 1895–1903: Fredrik Johan Leth
- 1903–1911: Thede Julius Dyrssen
- 1911–1918: Karl Toll
- 1918–1919: Gerdt August Lundeberg (Tf.)
- 1919–1922: Bo Tarras-Wahlberg
- 1922–1927: Lennart Lilliehöök
- 1928–1932: Thor Lagerheim
- 1932–1935: Sture Gadd
- 1935–1940: Hugo Gadd
- 1940–1945: Knut Gyllenstierna
- 1945–1950: Tor Hedqvist
- 1950–1951: Karl Ångström
- 1951–1954: Erik Kihlblom
- 1954–1957: Alarik Bergman
- 1957–1961: Nils Söderberg
- 1961–1963: Stig Löfgren
- 1963–1966: Stig Magneberg
- 1966–1966: Carl Arcadius Holger Areskoug (Tf.)
- 1966–1967: Harald Smith, förordnad chef
- 1967–1978: Valter Thomé
- 1978–1986: Hans Richter
- 1986–1993: Leif Mårtensson
- 1993–1994: Kjell Plantin (Tf.)
- 1994–1995: Kjell Plantin
- 1995–2000: Rolf Ohrlander

## Namn, beteckning och förläggningsort
| Kungl. Wendes artilleriregemente | 1794-06-23 | – | 1974-12-31 |
| Wendes artilleriregemente        | 1975-01-01 | – | 2000-06-30 |
| Avvecklingsorganisation          | 2000-07-01 | – | 2001-06-30 |

| № 3 | 1830-??-?? | – | 1914-09-30 |
| A 3 | 1914-10-01 | – | 2000-06-30 |

| Kristianstads garnison (F)  | 1794-06-23 | – | 1994-06-30 |
| Stralsunds garnison (F)     | 1794-06-23 | – | 1814-12-31 |
| Hässleholms garnison (F)    | 1994-07-01 | – | 2000-06-30 |
| Beckhovet (Ö)               | 1794-??-?? | – | 1795-??-?? |
| Näsby fält (Ö)              | 1795-??-?? | – | 1900-??-?? |
| Rinkaby skjutfält (Ö)       | 1900-??-?? | – | 2000-06-30 |
| Skillingaryds skjutfält (Ö) | 1960-??-?? | – | 2000-06-30 |
| Hovdala skjutfält (Ö)       | 1994-??-?? | – | 2000-06-30 |

## Kända personer som gjort värnplikt på A3
- Erik Carlsson[19], (FRA-anställd)
- Leif Silbersky (advokat)

## Galleri

Carl von Cardell i regementets uniform m/1792 för en överstelöjtnant. Målning från 1797 av Domenico Bossi.
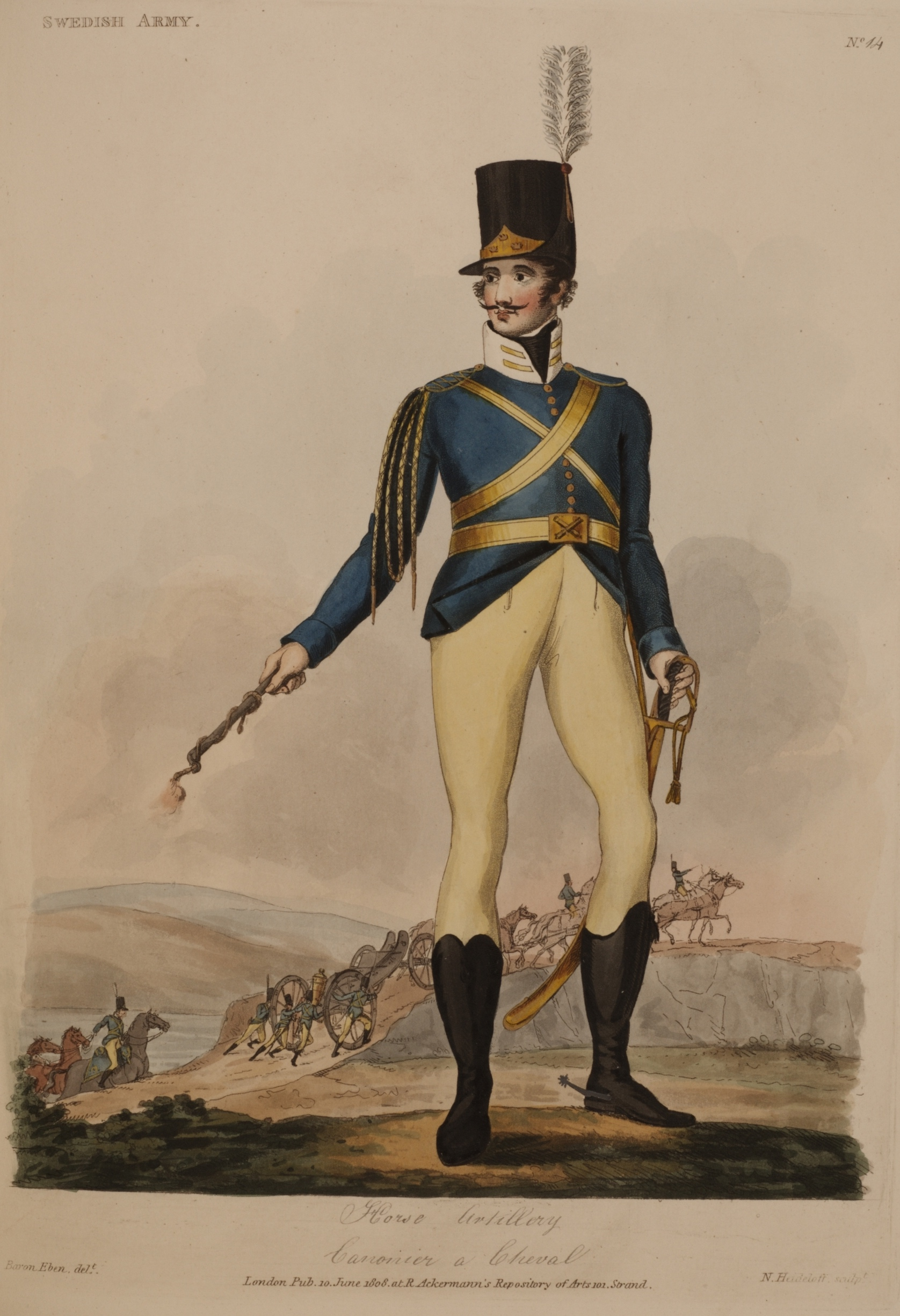
Uniform m/1806 för det beridna artilleriet vid regementet.
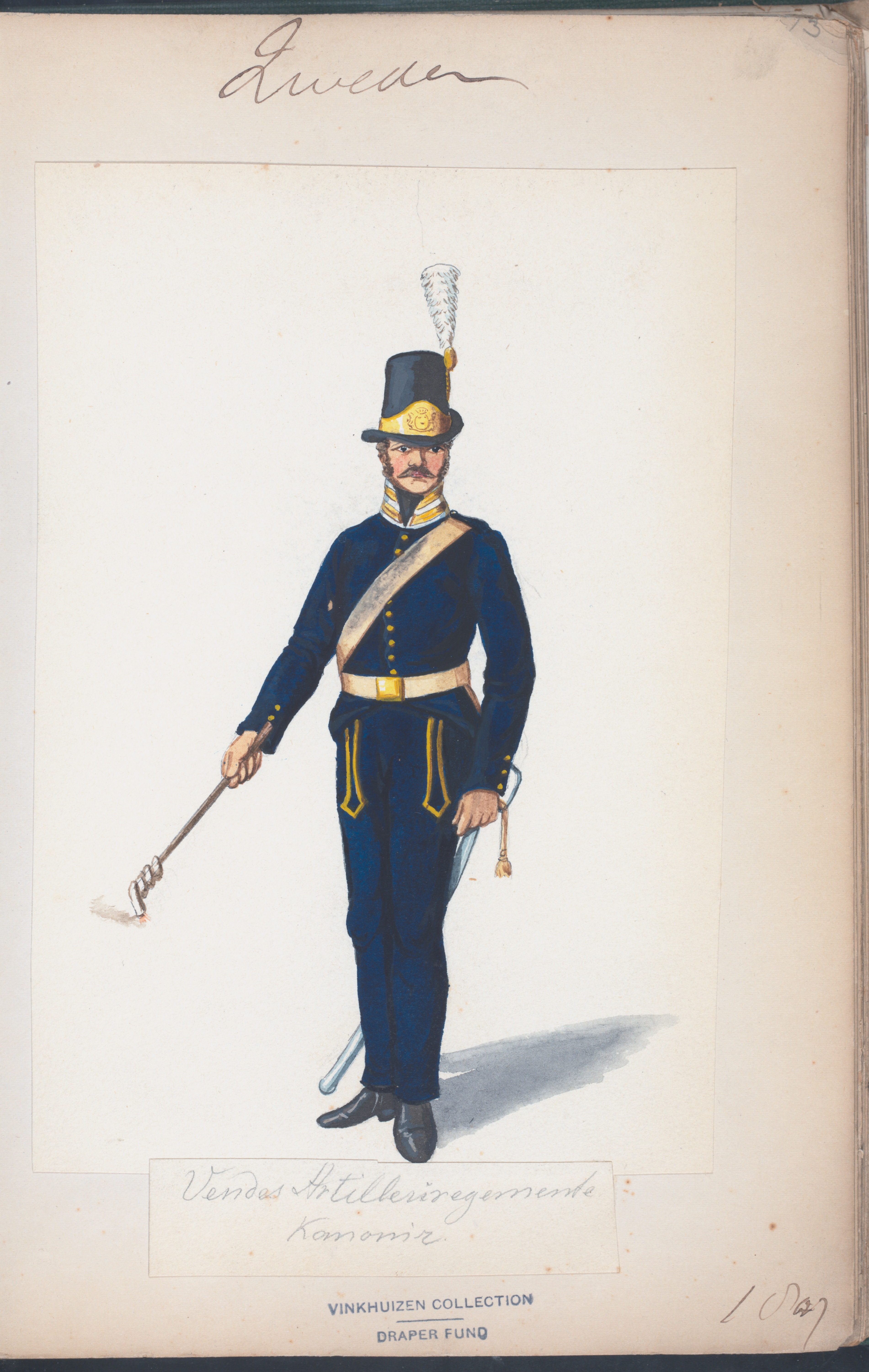
Uniform m/1806
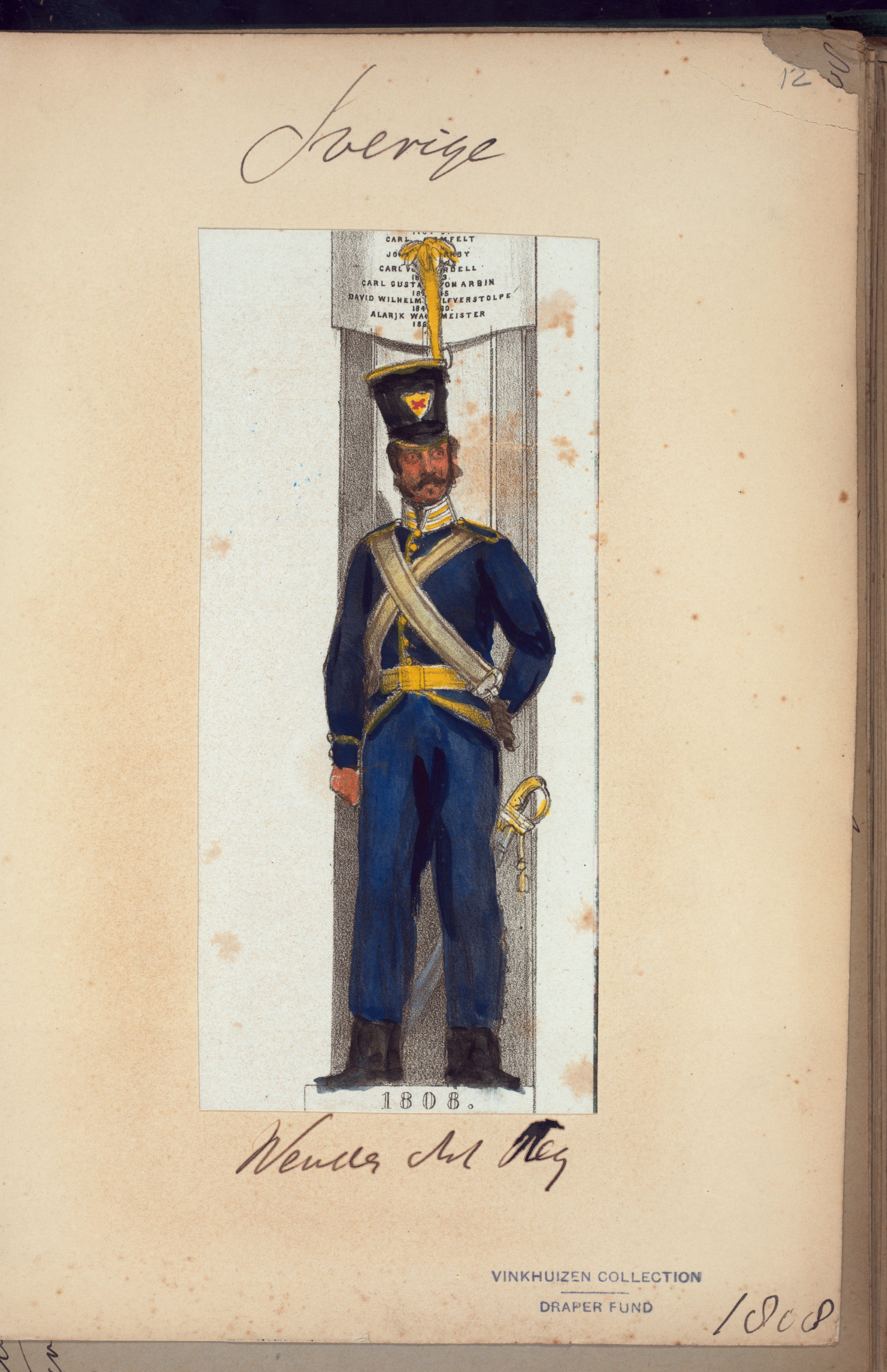
Uniform m/1810.
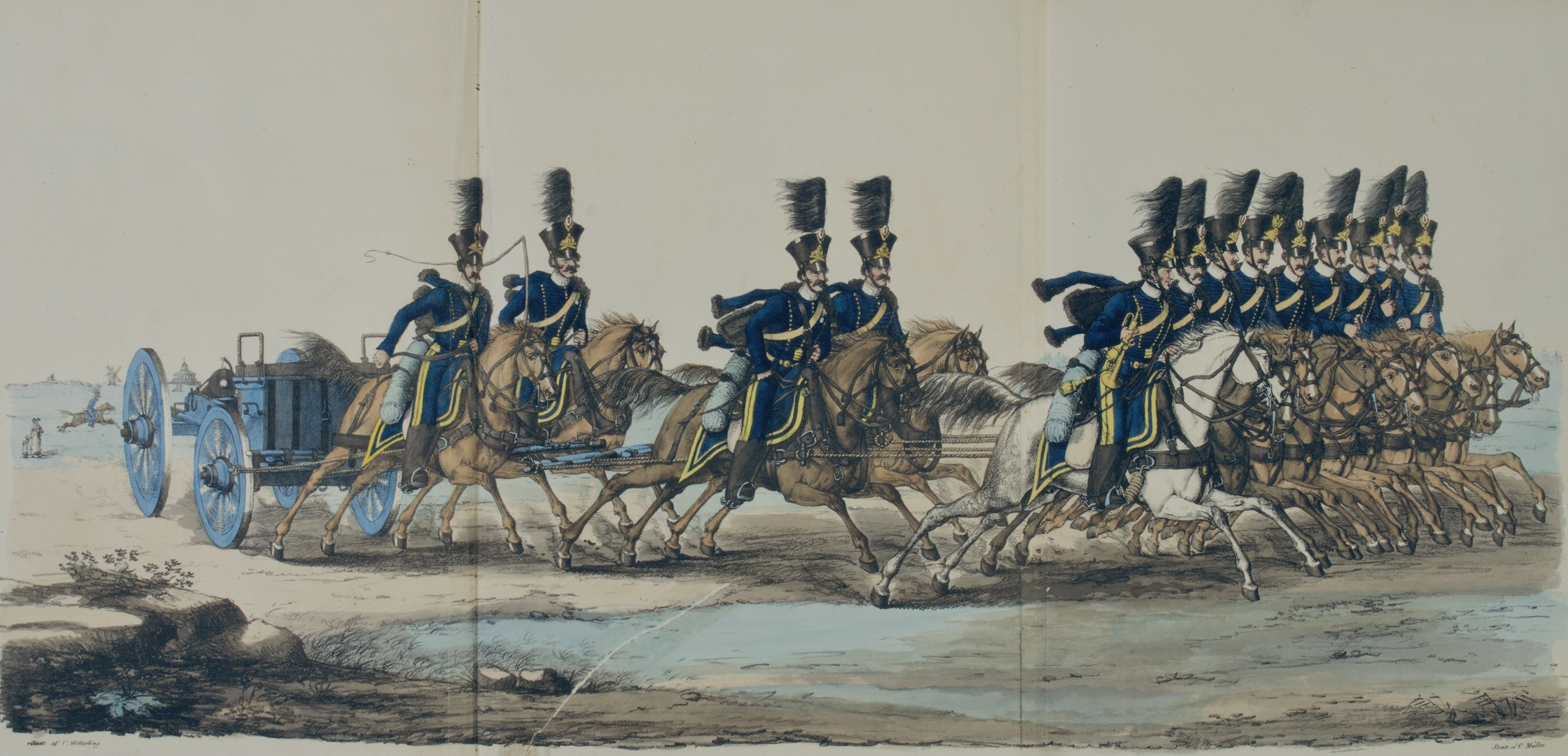
Uniformer för Wendes ridande artilleri cirka 1825.
Regementets uniformer cirka 1840.
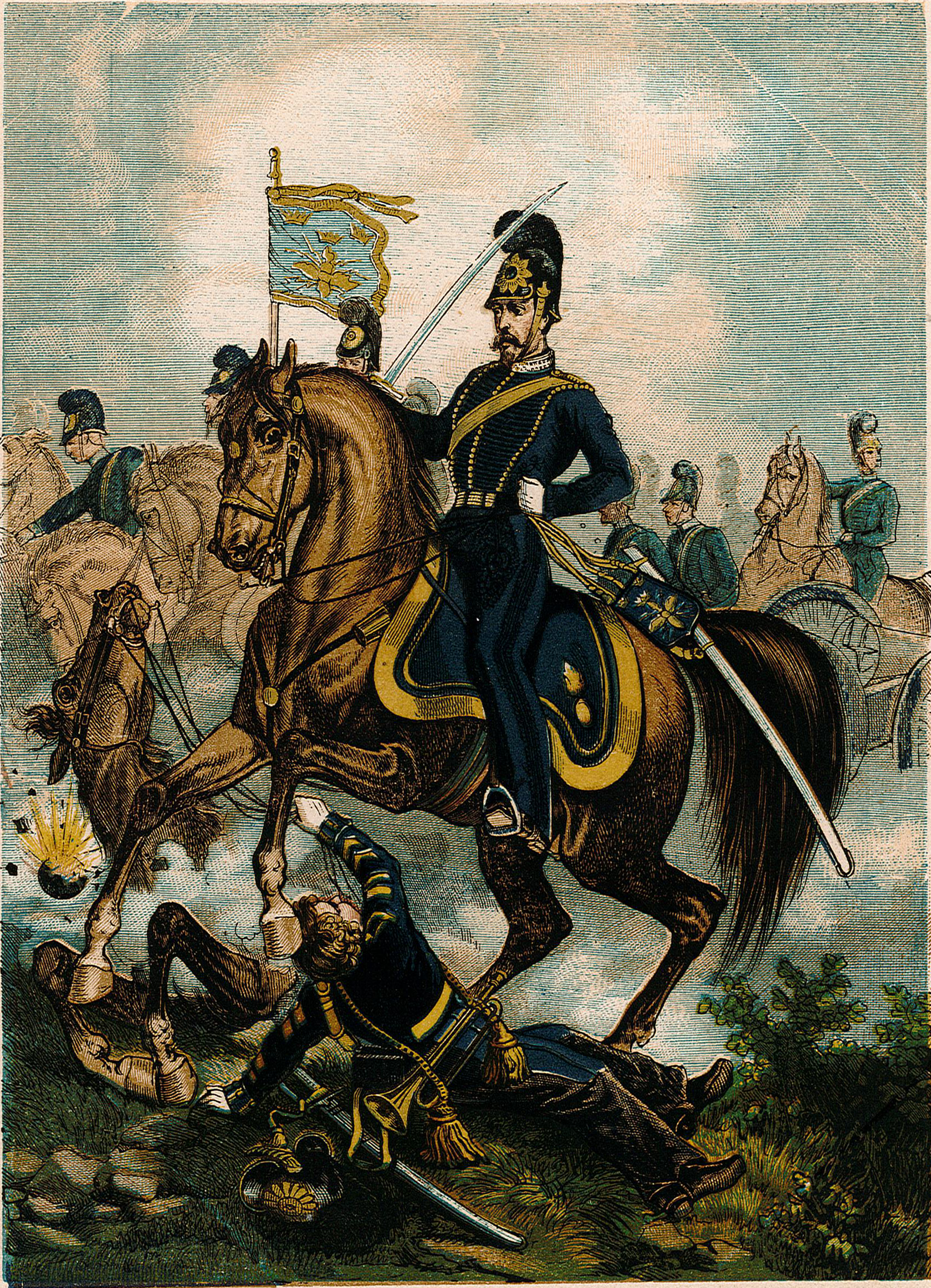
Regementets uniformer vid mitten av 1860-talet.
Uniform 1888.
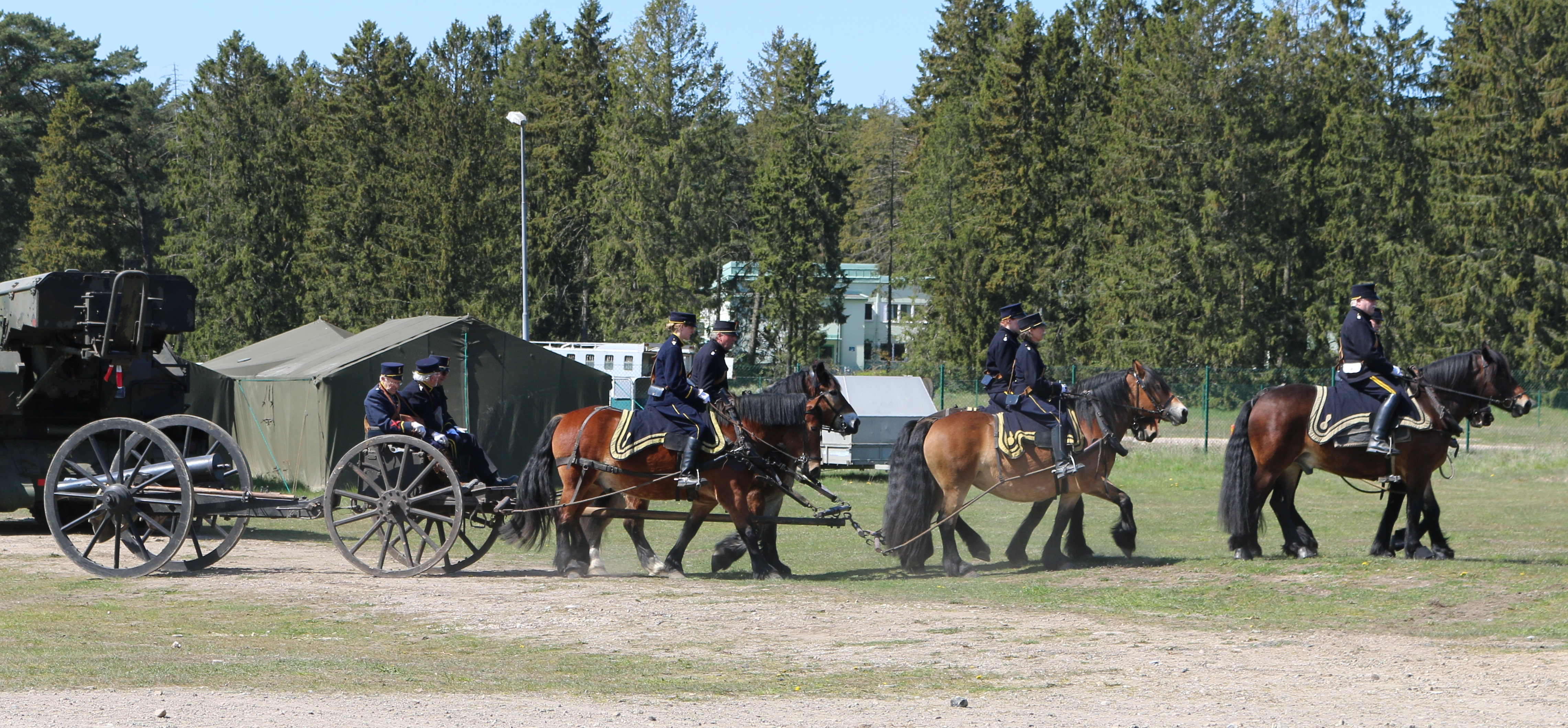
Ett spann ridande artillerister från Wendes ridande artilleri med en lätt kanon i släp.
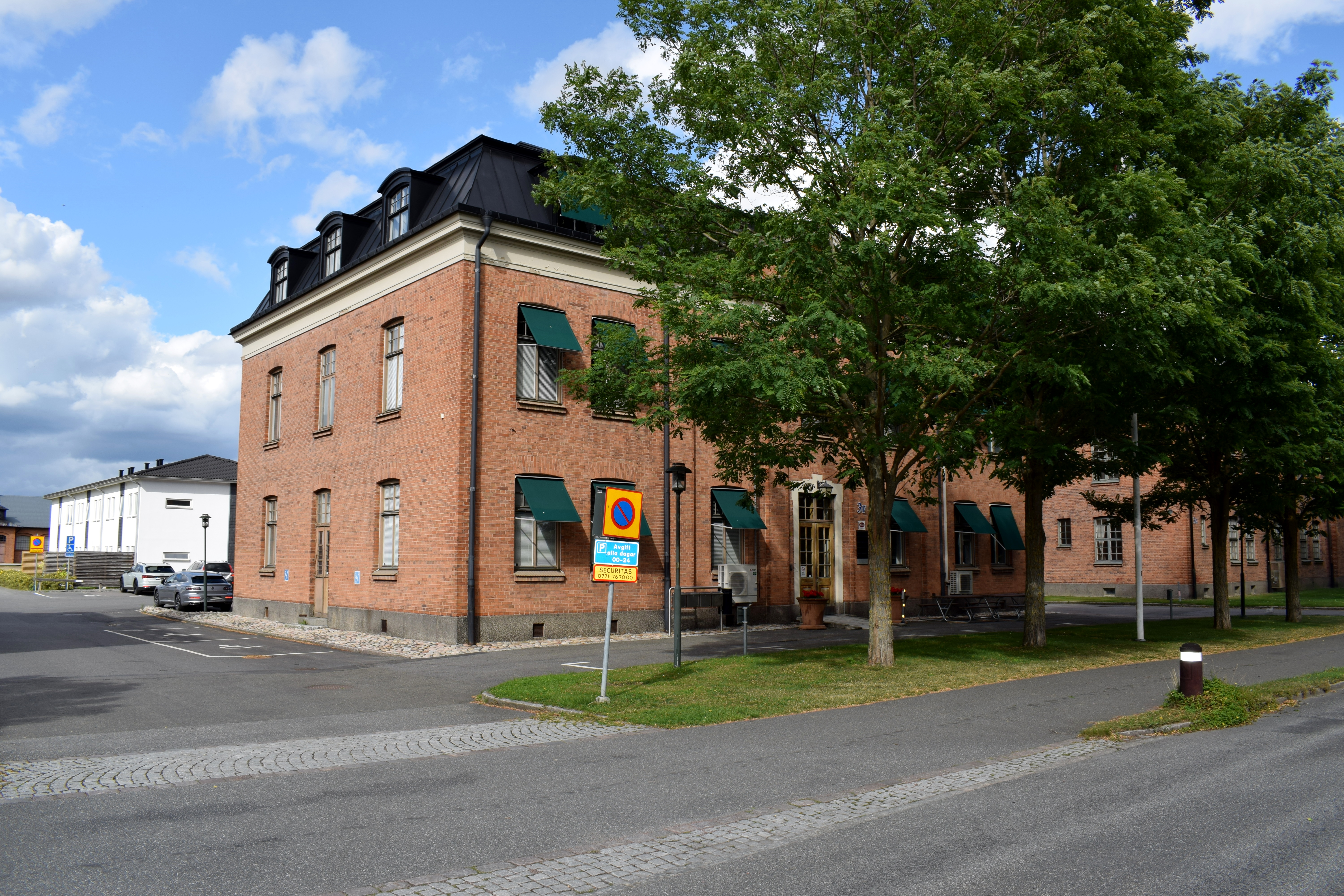
Kanslihus vid Östra kaserner i Kristianstad.
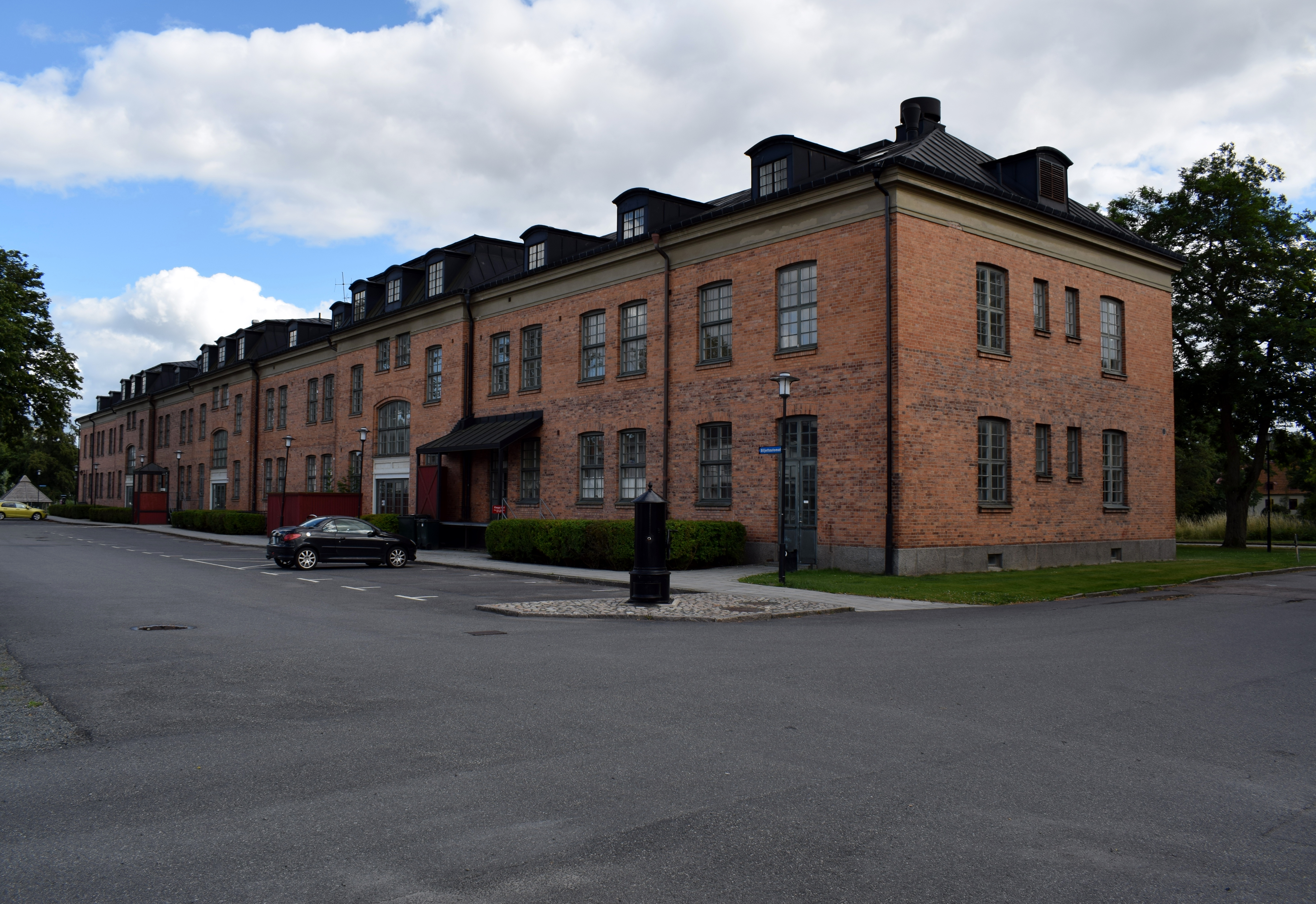
Kasern vid Östra kaserner i Kristianstad.
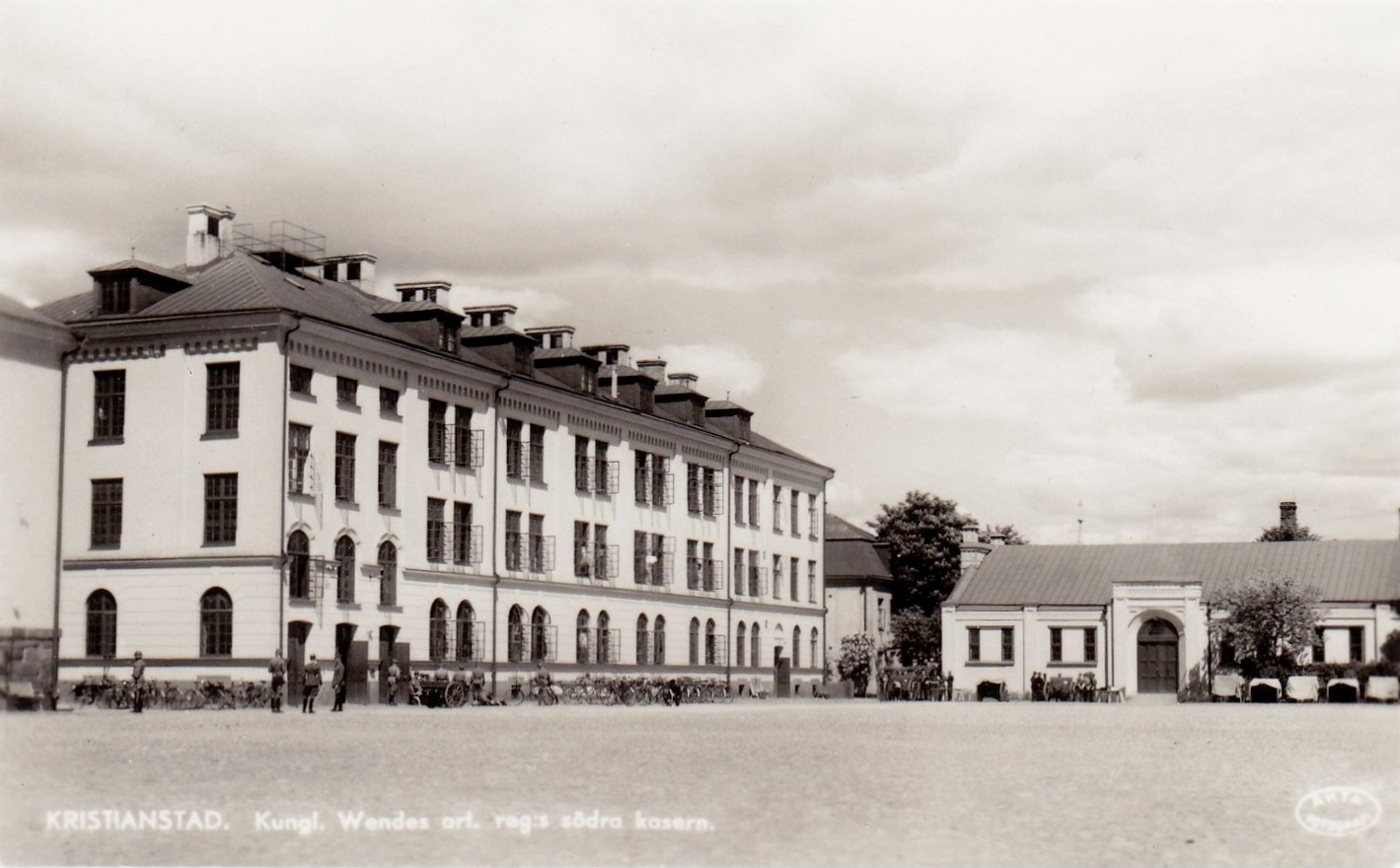
Regementets Södra kaserner i Kristianstad.
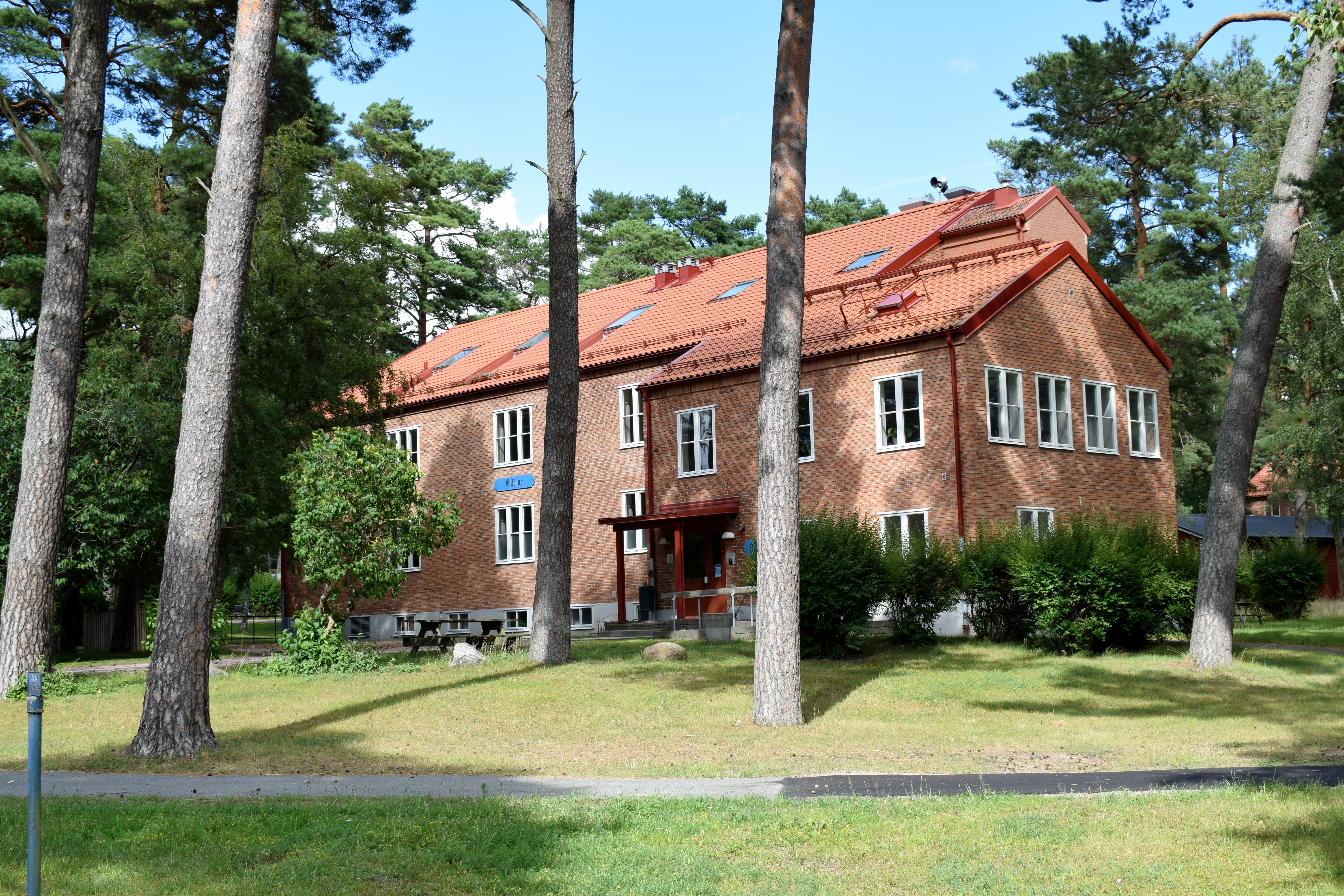
Kasern Lillöhus i Norra Åsum.
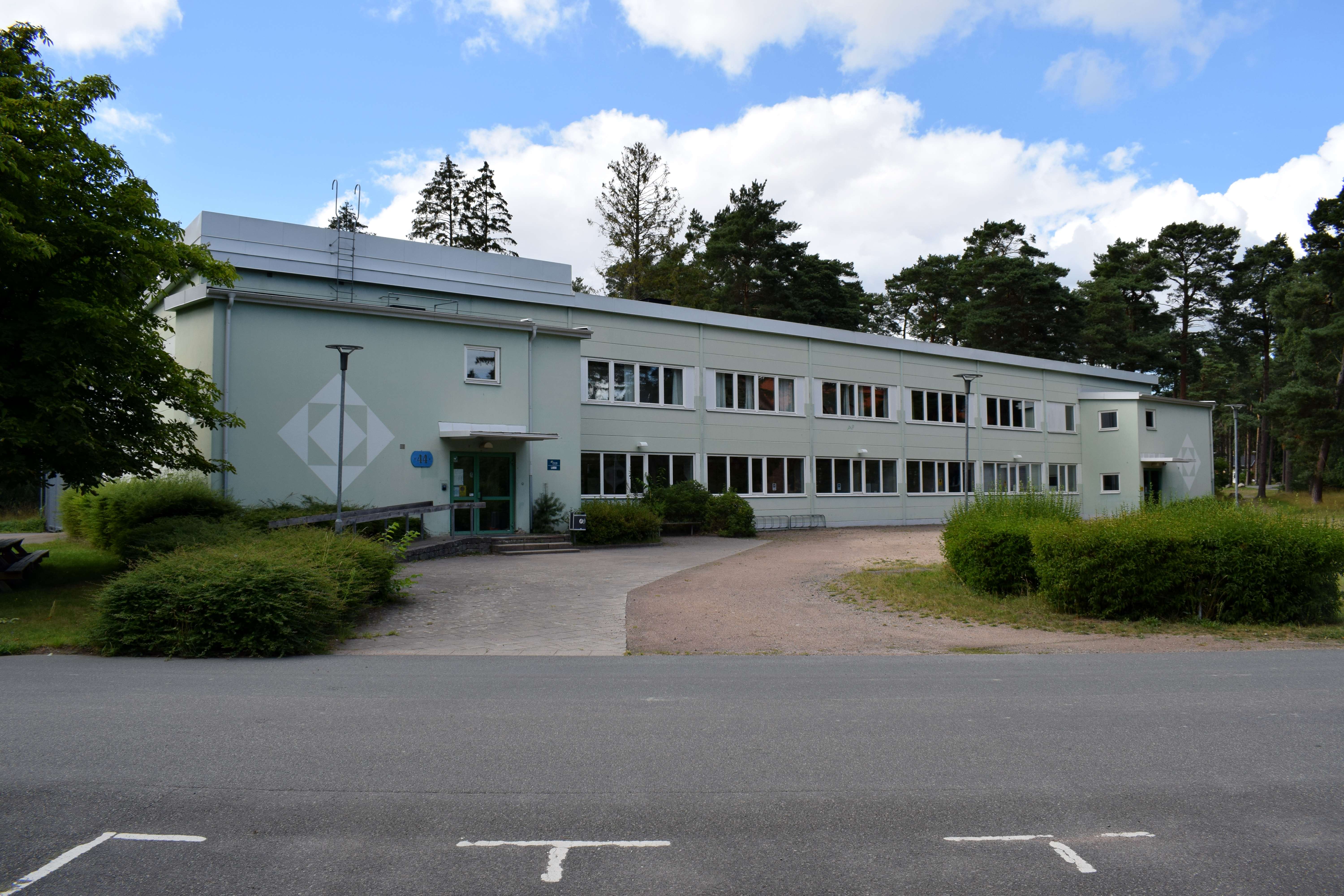
Kasern Cardell i Norra Åsum.
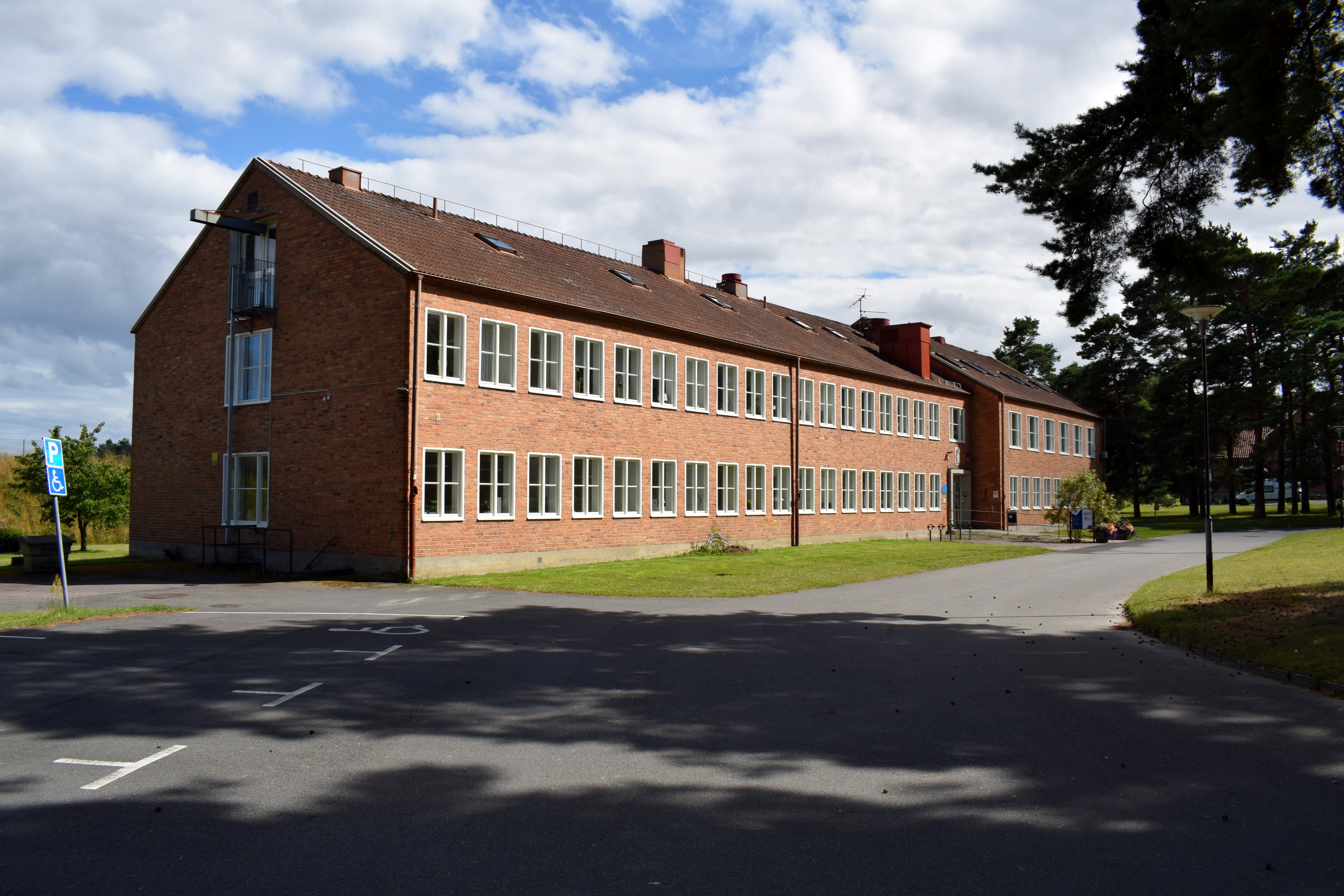
Kanslihus i Norra Åsum.
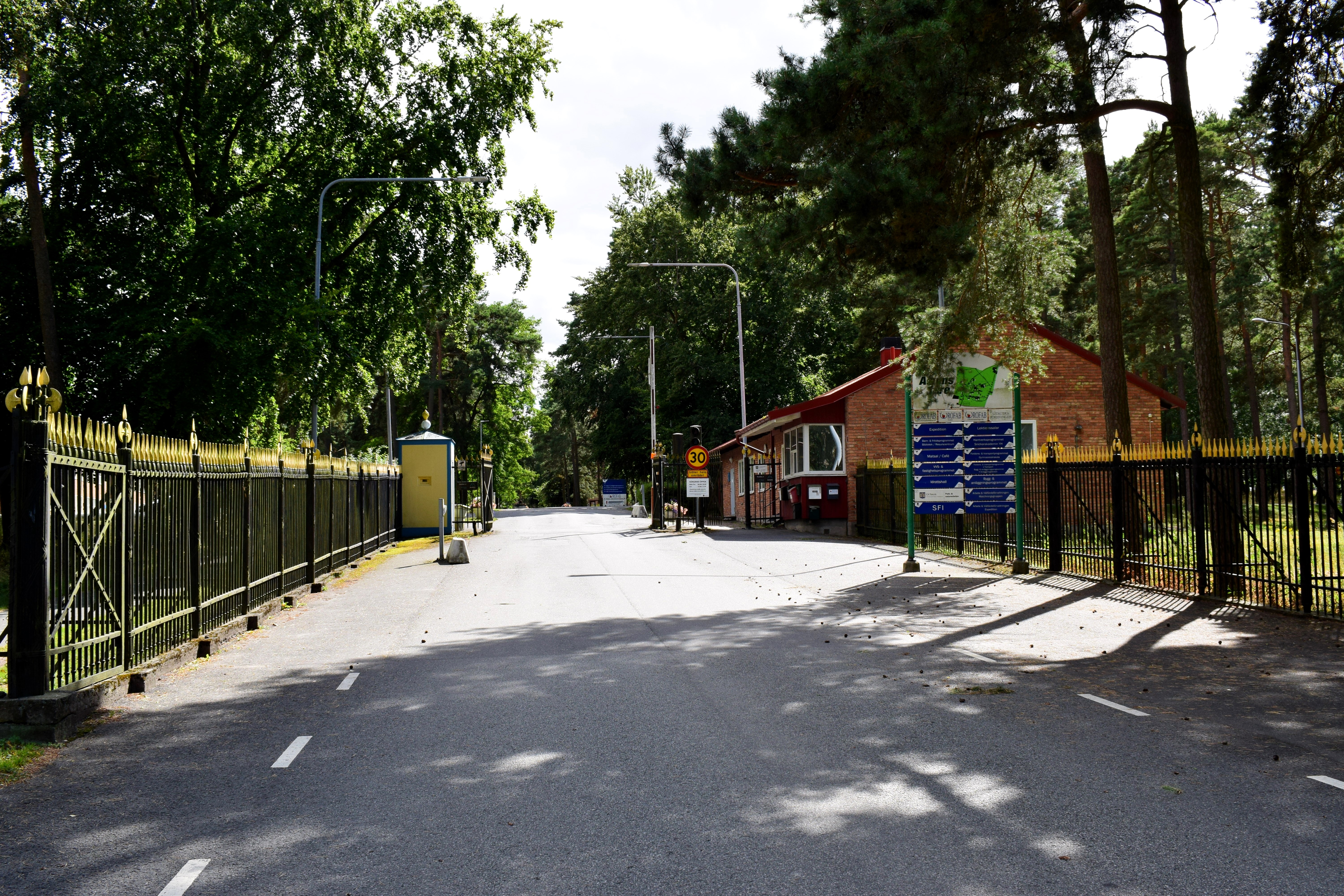
Kasernvakt i Norra Åsum.
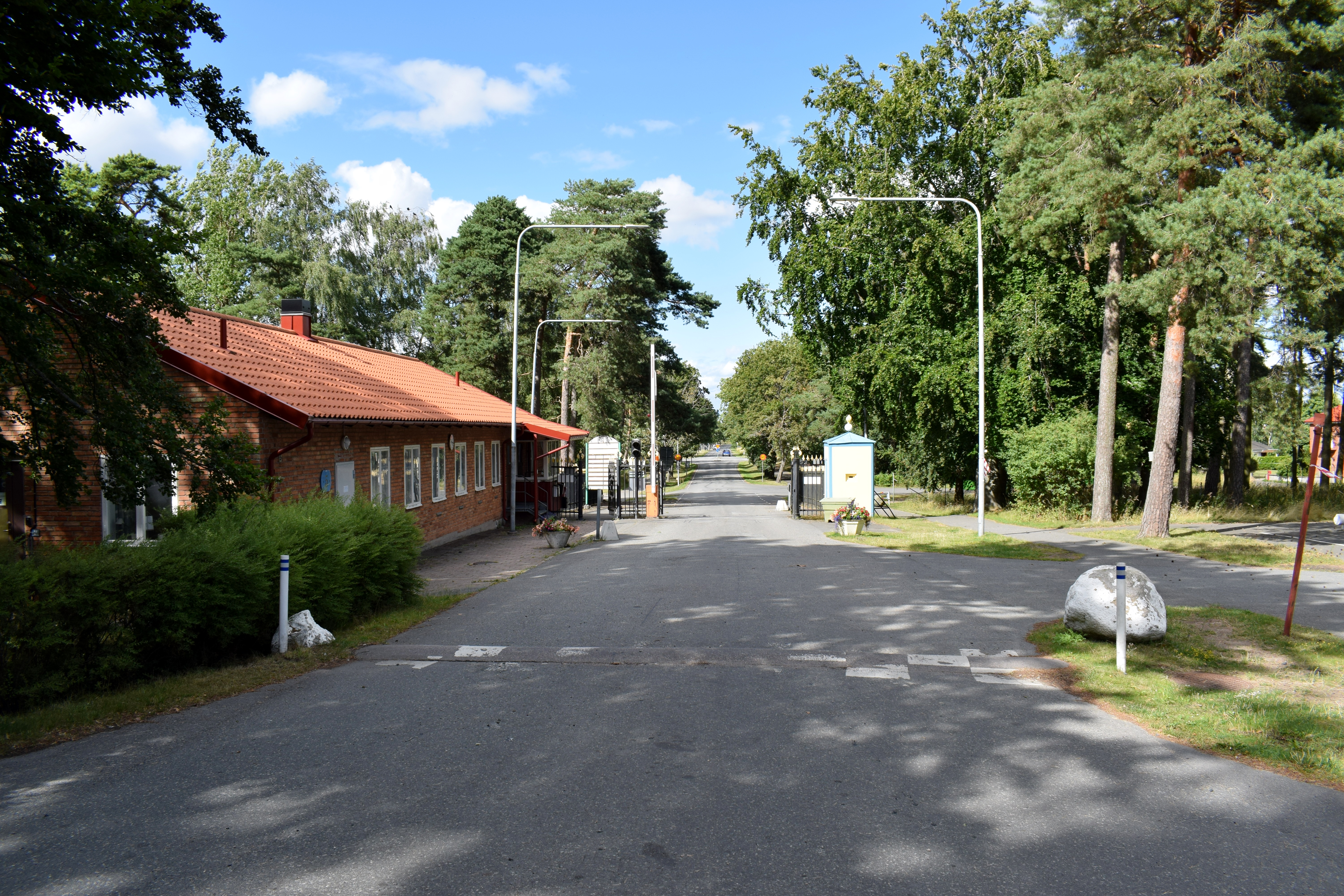
Kasernvakt i Norra Åsum.
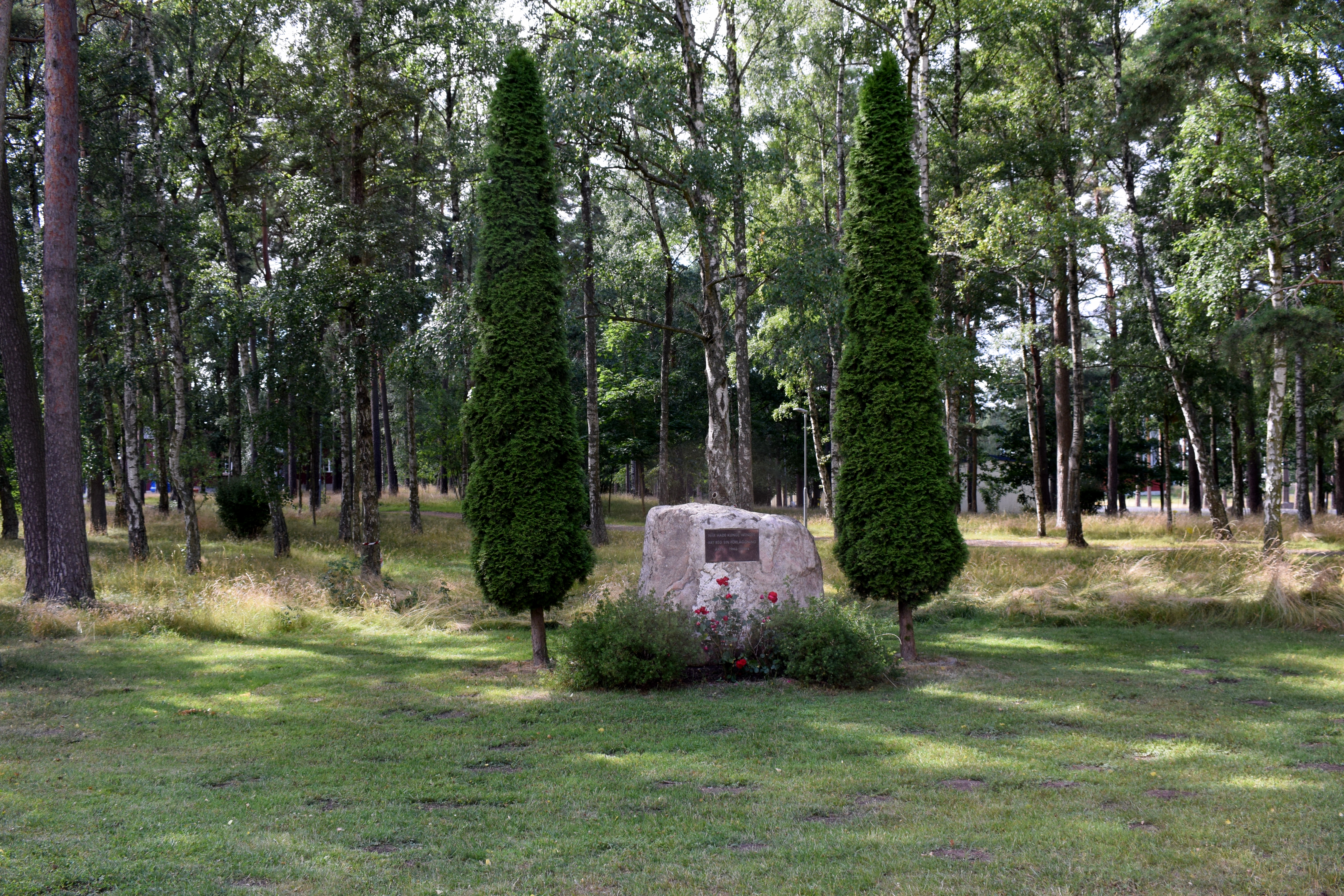
Regementets minnessten i Norra Åsum.
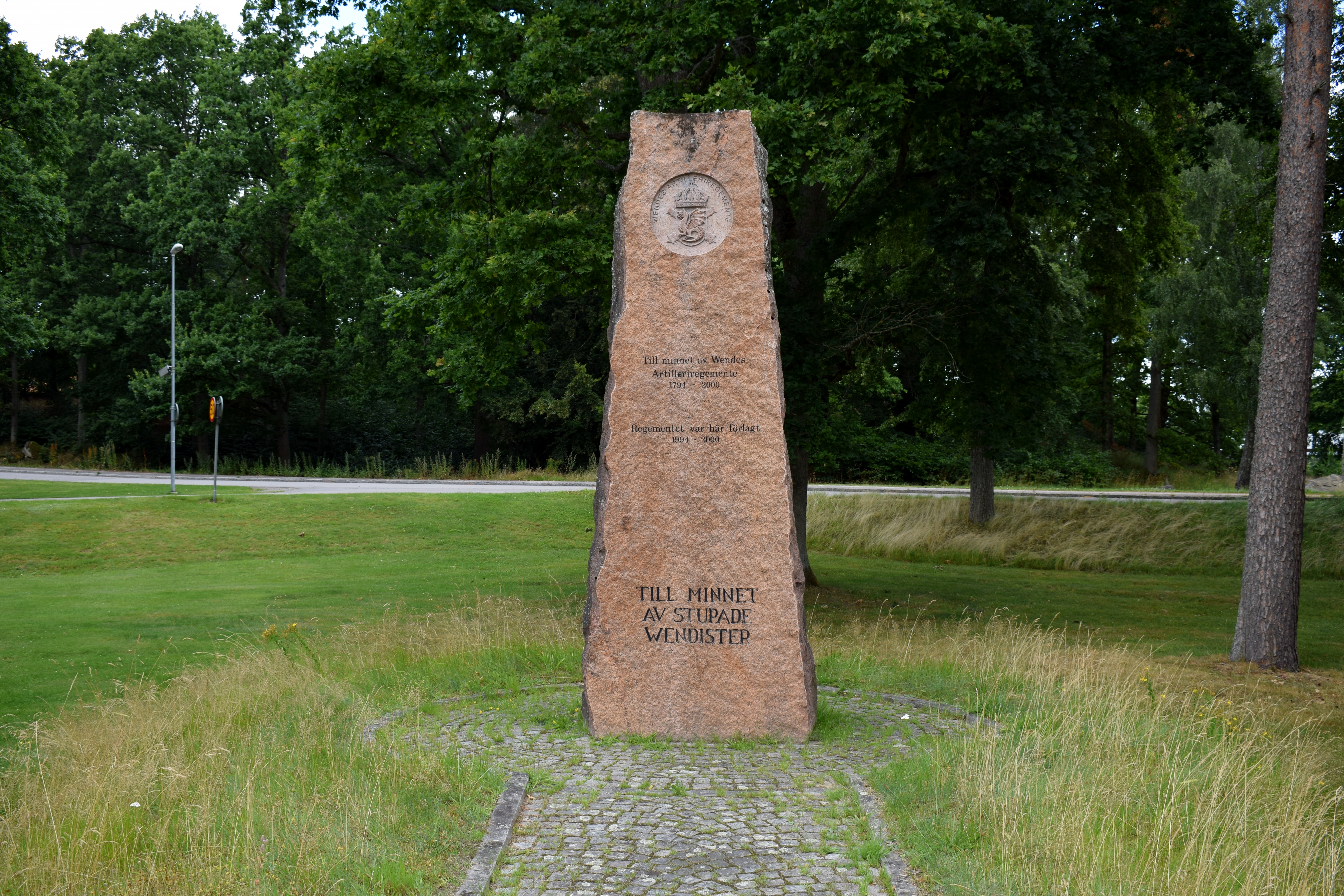
Regementets minnessten i Hässleholm.
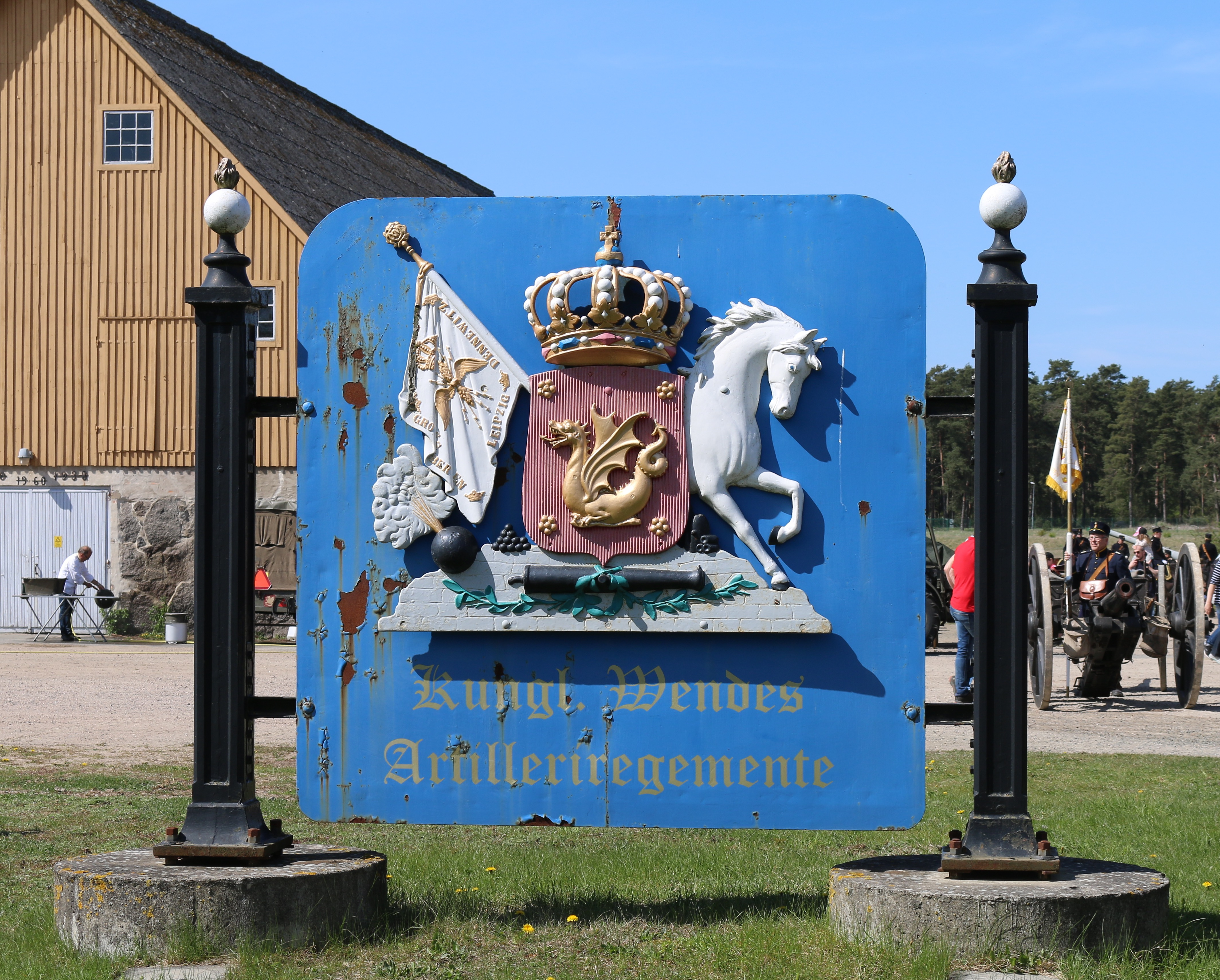
Skylt, numera på artillerimuseum.